# Menna
Menna vagy Menena ókori egyiptomi hivatalnok volt a XVIII. dinasztia idején; számos, a karnaki templom és az uralkodó birtokainak igazgatásával kapcsolatos címet viselt. Főként gazdagon díszített sírjából, a thébai TT69 sírból (Sejh Abd el-Kurna) ismert, melyet korábban IV. Thotmesz korára datáltak, de díszítésének stilisztikai elemzése alapján nagy része már III. Amenhotep uralkodása alatt készülhetett el.

## Címei

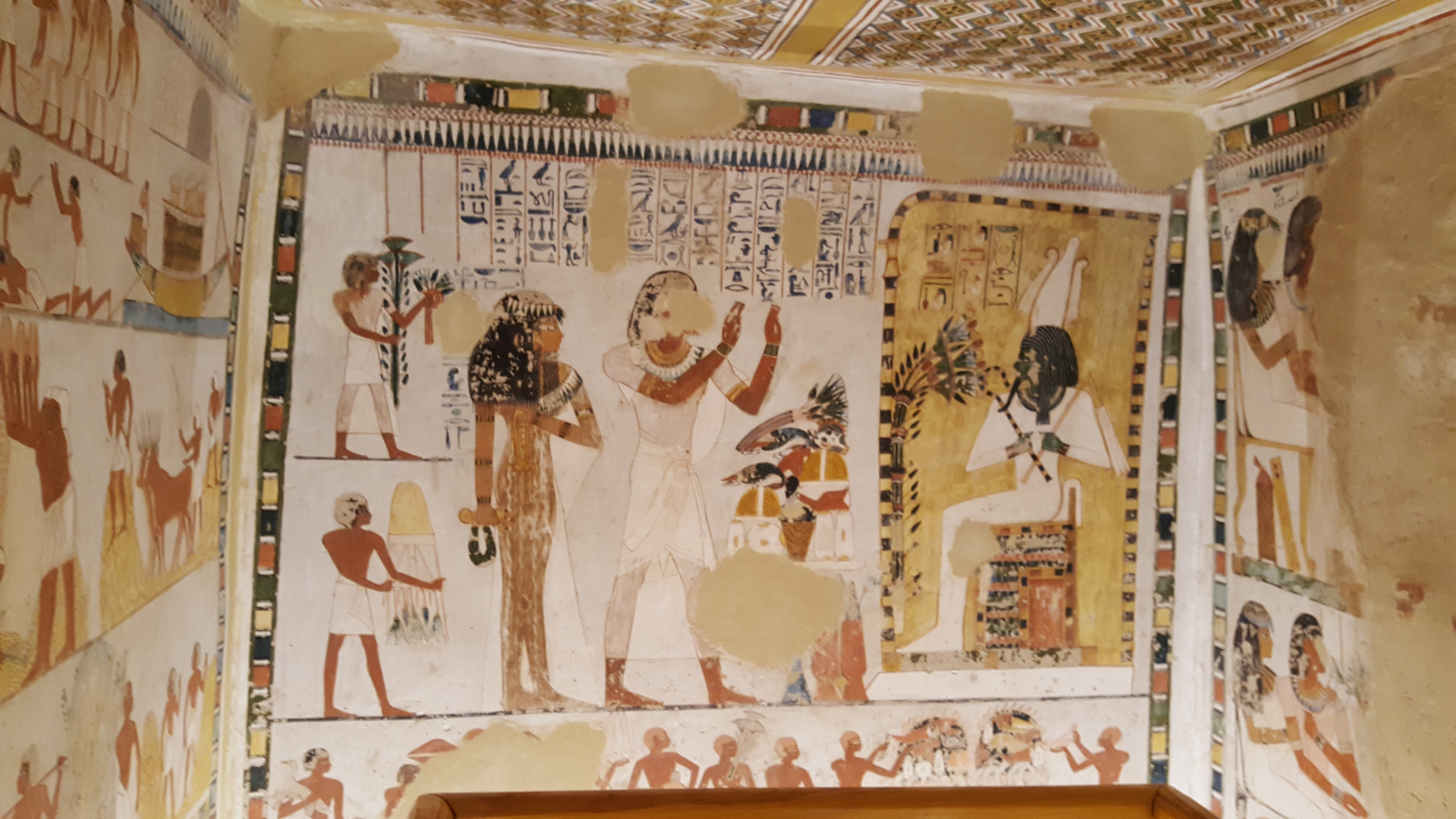
Menna Ozirisz előtt sírjában

Menna egyedülállónak számít a XVIII. dinasztia kori hivatalnokok közt abban, hogy a templom és a palota igazgatásával kapcsolatos címeket is viselt. Bár elvileg a templom és a palota mezőgazdasági célú birtokai is mind a fáraó tulajdonában voltak, igazgatásuk hagyományosan különvált egymástól. Melinda Hartwig egyiptológus szerint III. Amenhotep nagyratörő építkezéseinek költségei eredményezték azt, hogy a templom és a palota birtokainak vezetése egy kézbe került abból a célból, hogy fizessék az építkezéseken dolgozó munkásokat. Ezek a munkások fizetségüket jellemzően gabonában kapták, így a templom és a palota földjei igazgatásának egyesítése hatékonyabbá tette az elosztást.
Menna címei, melyeket sírjában jegyeztek fel:
- Írnok
- Ámon földjeinek felügyelője
- Ámon szántóinak felügyelője
- A Két Föld ura földjeinek felügyelője
- A Két Föld, Dél és Észak ura földjeinek írnoka
- A Két Föld urának írnoka[3]

## Családja
Menna felesége, Henuttaui valószínűleg befolyásosabb családból származott; Ámon énekesnője volt, valamint viselte a férjezett nőkre jellemző „a ház úrnője” címet; mindkettő azt tanúsítja, előkelő származású volt és vagyonnal is rendelkezett. Henuttaui apja talán a TT75 sírba temetkezett Amenhotep-Sziésze, Ámon második prófétája volt, Ámon főpapja után a második az Ámon-papság rangsorában.
Mennának és Henuttauinak öt gyermeke ismert: két fiú, Sze és Ha, valamint három lány, Amnemweszhet, Nehemet és Kaszi. Amenemweszhet udvarhölgyként közel állt a királyi családhoz, Nehemetet szintén az általában az udvarhölgyeken látható fejékkel ábrázolják, talán ő is viselte ezt a címet. Nehemetet a sírban az „igaz hangú” kifejezés kíséretében említik, ami azt jelzi, meghalt, mire a sírt díszíteni kezdték. Menna fia, Sze Ámon gabonaszámlálásának írnoka volt, Ha pedig wab-pap, ami alacsonyabb papi rangot jelentett.
Menna sírjában két további nő, Wai és Noferi alakja is látható. Mindketten az „Ámon énekesnője” és „a ház úrnője” címet viselik, emellett a s3.t szóval említik őket, ami lánygyermeket és menyet is jelent; valószínűleg Menna két fiának feleségéről van szó.

## Sírja
A Mennáról rendelkezésünkre álló információk nagy része a thébai nekropoliszban lévő sírjában maradt fenn. A korabeli egyiptomi sírok nagy részéhez hasonlóan a sír egy süllyesztett előudvarból, egy szélesebb külső helyiségből (az ún. „széles csarnok”), egy hosszabb belső helyiségből („hosszú csarnok”), egy központi szentélyből és a sírkamrához vezető lejtős folyosóból áll.   A széles és hosszú csarnokot, valamint a szentélyt gyönyörűen díszítették, élénk színeinek nagy része a mai napig megmaradt. A sír díszítésének témáját főleg Mennának az egyiptomi közigazgatásban betöltött pozíciója adja, valamint az, hogyan vált élő személyből hatalmas őssé a túlvilágon. Gyakoriak a mezőgazdasági jelenetek, valamint azok a jelenetek, amelyeken áldozatvivők ételt és italt visznek Mennának, akit gyakran Henuttaui kísér. Gyakoriak a temetkezési rítusokat ábrázoló jelenetek, valamint azok, amelyeken Menna Ozirisz előtt áll.
A sír díszítési stílusának elemzése kimutatta, hogy bár a sírt IV. Thotmesz uralkodása alatt kezdték kialakítani, a festés nagy része már III. Amenhotep idejében készült el. A sírban szerepel a szív megmérettetésének legkorábbi fennmaradt ábrázolása.

## Fordítás
- Ez a szócikk részben vagy egészben  a   Menna című angol Wikipédia-szócikk ezen változatának fordításán alapul.  Az eredeti cikk szerkesztőit annak laptörténete sorolja fel. Ez a jelzés csupán a megfogalmazás eredetét és a szerzői jogokat jelzi, nem szolgál a cikkben szereplő információk forrásmegjelöléseként.

## Külső hivatkozások
- Menna sírja (angolul)
- https://web.archive.org/web/20190215215830/http://archive.arce.org/publications/books/u28
- http://pdf.usaid.gov/pdf_docs/pdacx889.pdf